# Élie del Medigo
Élie del Medigo (parfois Elijah Delmedigo et connu par certains de ses contemporains sous le nom d’Helias Hebreus Cretensis), né vers 1458 et mort vers 1493, est généralement considéré comme le dernier grand averroïste juif.

## Biographie
Né à Candie (aujourd'hui Héraklion), sur l'île de Crète, qui était à l'époque sous le contrôle de la république de Venise, Élie del Medigo passa ensuite dix années à Rome et en Italie du Nord ; il retourna finir ses jours à Candie. Sa famille y avait émigré au début du XIVe siècle après avoir quitté l'Allemagne.
Auteur de plusieurs traductions et commentaires d'Averroès, il exerça une influence notable sur certains philosophes italiens du début de la Renaissance, notamment Pic de la Mirandole et d'autres platoniciens de Florence, et composa un traité de philosophie juive, le Sefer Bechinat Ha-dath (en français : Recherches sur la religion) qui ne fut publié qu'en 1629, longtemps après sa mort.
En Crète, Del Medigo est élevé dans la religion juive, et étudie, en plus de l'enseignement rabbinique, la philosophie, l'arabe, le grec, le latin et l'hébreu. Il est probable qu'il ait également étudié la médecine, et c'est peut-être pour compléter ses connaissances dans ce domaine qu'il se rend à Padoue, dont l'université était à l'époque le grand centre de philosophie aristotélicienne en Italie. En 1480, il est à Venise, où il écrit Quaestio utrum mundus sit effectus, et subvient à ses besoins en donnant des cours de philosophie aux enfants des familles les plus aisées.
Il se rend ensuite à Pérouse, et continue de donner des cours d’« aristotélisme radical », c'est-à-dire reposant principalement sur les commentaires d'Averroès - Del Medigo était très familier de son œuvre - et d'autres commentateurs musulmans. Il est rapidement connu comme l'un des plus grands averroïstes d'Italie ; c'est à Pérouse qu'il rencontre Pic de la Mirandole, et sollicité par ce dernier, il écrit deux pamphlets.
Domenico Grimani, futur cardinal, est également son élève à cette époque ; par la suite, il sert de mécène à Del Medigo, et contribue à la diffusion de ses écrits. Del Medigo se rend ensuite à Florence, où se trouve l'Académie platonicienne de Marsile Ficin, pour enseigner et faire des traductions de l'hébreu au latin à la demande de Pic de Mirandole - cependant, les deux philosophes ne collaborèrent jamais sur un manuscrit.
Del Medigo, n'étant pas un kabbaliste, désapprouve l'orientation syncrétique prise par Pic de la Mirandole et ceux qui l'entouraient, dans laquelle ils tentaient de concilier la magie, l'hermétisme, le christianisme et la Kabbale avec Platon et le néoplatonisme. Les tensions qui l'opposaient à la communauté juive italienne au sujet, entre autres, de sa collaboration avec des universitaires non-juifs ; c'est pour cela, mais également en raison de difficultés financières, qu'il finit par quitter l'Italie, retournant en Crète.
Pendant ses dernières années, Del Medigo retourne à la pensée juive, et rédige le Sefer Be'hinat Hadat pour ses élèves, éclaircissant ses désaccords avec les théories magiques et kabbalistiques qui inspirent le Discours sur la dignité de l'homme de Pic de la Mirandole, et développant sa thèse selon laquelle l'homme ne peut aspirer à devenir un dieu, mais qu'au contraire, le judaïsme demande que l'homme « lutte pour la rationalité, la sobriété et la réalisation de ses limites humaines ».